# Goleuddydd
Goleuddydd (kymrisch ‚Licht des Tages‘, von golau ‚Licht‘ und dydd ‚Tag‘) ist in der keltischen Mythologie von Wales in der Sage Kulhwch ac Olwen die Mutter von Kulhwch. Sie ist die Tochter von Amlawdd Wledig und die Gattin von Cilydd. Die walisische Sage Mal y kavas Kulhwch Olwen („Wie Kulhwch Olwen errungen hat“), kurz Kulhwch ac Olwen („Kulhwch und Olwen“) genannt, ist in der Sammelhandschrift Llyfr Gwyn Rhydderch („Das weiße Buch des Rhydderch“) aufgezeichnet. Der wichtigste Teil des „weißen Buches“ sind die Pedeir Keinc y Mabinogi („Vier Zweige des Mabinogi)“.[1]

## Mythologie
Cilydds Gattin Goleudydd irrt während ihrer Schwangerschaft in geistiger Verwirrung im Lande herum.  In einer Schweinekuhle bringt sie ihren Sohn Kulhwch zur Welt. Bald darauf wird Goleuddydd krank und stirbt, doch vor ihrem Tode fordert sie noch von ihrem Manne:
„Ich werde an dieser Krankheit sterben, du aber wirst eine andere Frau begehren. Nun bringen die Frauen Mitgift ein, dennoch wäre es von dir übel gehandelt, wolltest du deinem Sohn schaden. ich bitte dich also, keine Frau zu nehmen, solange du nicht einen Dornstrauch mit zwei Spitzen auf meinem Grabe siehst.“
Zugleich bittet sie einen Diener, ihr Grab immer frei von Bewuchs zu halten. Jedoch nach sieben Jahren vergisst er darauf, ein Rosenstrauch wächst auf dem Grab und Cilydd sucht eine neue Gattin. Er findet sie in der Frau des Königs Doged, den er erschlägt und sie und ihre Tochter an seinen Hof bringt. Als die neue Gattin erfährt, dass Cilydd einen Sohn hat, will sie ihn sicherheitshalber sofort mit ihrer Tochter vermählen. Da sich Kulhwch weigert, belegt sie ihn mit dem cynnedyf (Verpflichtung, Tabu), dass er keine andere als Olwen, die Tochter des Riesen Ysbaddaden heiraten dürfe.